# Zaki Laïdi
 (novembre 2013).
Si vous disposez d'ouvrages ou d'articles de référence ou si vous connaissez des sites web de qualité traitant du thème abordé ici, merci de compléter l'article en donnant les références utiles à sa vérifiabilité et en les liant à la section « Notes et références ».
Zaki Laïdi, né le 7 octobre 1954 à Oujda, est un politologue français, directeur de recherche au CEVIPOF de l'Institut d'études politiques de Paris.

## Biographie
Il est nommé directeur de recherche au Centre d'études européennes de l'Institut d'études politiques de Paris.
Il enseigne au Collège d'Europe de Bruges de 2004 à 2008 et à l'École de gouvernance et d'économie de Rabat depuis 2011.[réf. souhaitée]
Habilité à diriger des recherches, il a dirigé plusieurs thèses à l'IEP de Paris.

## Recherches
Ses travaux portent sur la transformation du système international (structure, idées) et sur la place de l’Europe en son sein. Il a fondé le site Telos, qui publie sur une base quasi quotidienne des articles courts émanant d'universitaires et s'exprimant sur la plupart des grands sujets d'actualité.[réf. souhaitée]
Il a été professeur invité dans plusieurs universités étrangères dont Genève, Montréal et Bologne. Il a publié plus d'une centaine d'articles de presse parus notamment dans Le Monde, Libération et le Financial Times.[réf. souhaitée]
Ses premières recherches ont porté sur les relations internationales de l'Afrique et les questions de développement. Par la suite, le champ de sa réflexion s'est élargi à l'ensemble du système international[réf. souhaitée]. Depuis une dizaine d'années, il travaille sur la dimension politique de la mondialisation. Récemment, il a axé ses recherches sur le rôle de l'Europe dans le système mondial.[réf. souhaitée]
Parallèlement à ses recherches en relations internationales, Zaki Laïdi a développé des réflexions plus larges[réf. souhaitée]. Il s'est particulièrement intéressé aux questions de temporalité politique. Il a notamment écrit un ouvrage centré autour du concept de temps mondial et s'est intéressé au rétrécissement du temps politique (urgence, sacralisation du présent).[réf. souhaitée]

## Prises de positions
Il s'est engagé dans le débat public en militant en faveur d'une modernisation de la gauche française. Il a été l'inspirateur de la troisième gauche verte lancée par Daniel Cohn-Bendit après les élections européennes de 1999, ce dernier a d'ailleurs écrit « Ce n'est pas moi qui ai parlé le premier de troisième gauche mais le chercheur Zaki Laïdi »,,. 
Il a été aussi conseiller spécial et « plume » du commissaire européen au commerce Pascal Lamy de 2000 à 2004, puis membre de la commission du livre blanc sur les affaires étrangères européennes en 2007-2008. 
Il est également membre de la commission nationale chargée du suivi de la loi relative aux libertés et responsabilités des universités (LRU).[réf. souhaitée]
Ce « proche de Manuel Valls », membre du Conseil national du Parti socialiste, figure en troisième position sur la liste PS dans la circonscription Sud-Est pour les élections européennes de 2014, mais n'est finalement pas élu député européen. Il rejoint 27 août 2014 le cabinet du Premier ministre en tant que conseiller à la stratégie, aux études, et aux prospectives. À la suite de la démission de Manuel Valls, Zaki Laïdi réintègre l'IEP de Paris. 
En 2020, Zaki Laïdi rejoint l'équipe du Commissaire Européen Josep Borrell en tant que conseiller.

## Œuvres
- Le Reflux de l'Europe, Paris, Presses de Sciences Po, 2013.
- Limited Achievements- Obama's Foreign Policy, Palgrave Macmillan, 2012.
- Le monde selon Obama, Paris, Stock, 2010.
- La norme sans la force : l'énigme de la puissance européenne, Paris, Presses de Sciences Po, 2005. 2e édition 2008. Traduction anglaise, Norms over Force: The Enigma of European Power, Palgrave Macmillan, 2008.
- Sortir du pessimisme social : essai sur l'identité de la gauche, Paris, Hachette Littératures / Presses de Sciences Po, 2007 (avec Gérard Grunberg), coll. « Telos »
- La grande perturbation, Paris, Flammarion, 2004. Traduction anglaise, The great disruption, Cambridge. Polity, 2007.
- La gauche à venir : politique et mondialisation, Éditions de l'Aube, 2001.
- Le sacre du présent, Flammarion, 2000. Traduction portugaise : A Chegagda do Homen-Presente, Lisbonne, Instituto Piaget, 2001
- La tyrannie de l'urgence, Montréal, Fides, 1999.
- Géopolitique du sens, Paris, Desclée de Brouwer, 1998.
- Le temps mondial, Bruxelles, Complexe, 1997.
- Malaise dans la mondialisation, Textuel, 1997.
- Un monde privé de sens, Paris, Fayard, 1994, 1996. Édition de poche préface inédite, Hachette pluriel, 2001. Traduction allemande : Eine Welt ohne Sinn, Presses Universitaires de Leipzig, 1997 ; traduction espagnole : Un mundo sin sentido, Mexico, Fondo de cultura econonómica, 1998 ; traduction anglaise : A world without meaning, Routledge, 1998.
- Power and Purpose after the Cold War, Berg, 1994.
- L'expansion de la puissance japonaise, Bruxelles, Complexe, 1992.
- Enquête sur la Banque mondiale, Paris, Fayard, 1989, (traduction arabe, Dar Es Sina, 1991).
- Les contraintes d'une rivalité : les superpuissances et l'Afrique, 1980-1985, Paris, La Découverte, 1986. Traduction américaine : Superpowers and Africa, University of Chicago Press, 1990.